# Зеленяр рудобровий
Зеленя́р рудобровий (Poospiza rufosuperciliaris) — вид горобцеподібних птахів родини саякових (Thraupidae). Ендемік Перу.

## Опис
Довжина птаха становить 15 см. Верхня частина тіла чорнувато-сіра, скроні, тім'я і потилиця чорні. Над очима широкі, довгі руді "брови". Нижня частина тіла темно-руда, нижні покривні пера хвоста чорнуваті.

## Поширення і екологія
Рудорбові зеленярі мешкають на східних схилах Анд, від Амазонаса на півночі до Уануко на півдні. Вони живуть в густому підліску вологих гірських і хмарних тропічних лісів. Віддають перевагу заростям бамбука Chusquea. Зустрічаються на висоті від 2500 до 3500 м над рівнем моря, переважно на висоті понад 2800 м над рівнем моря. Зустрічаються переважно парами, іноді приєднуються до змішаних зграй птахів. Живляться ягодами і комахами, яких шукають на землі і в підліску.

## Збереження
МСОП класифікує цей вид як такий, що не потребує особливих заходів зі збереження. За оцінками дослідників, популяція рудобрових зеленярів становить від 1500 до 7000 птахів. Це рідкісний, локально поширений вид, якому може загрожувати знищення природного середовища.